# Riva Verlag
Der Verlag Riva (Eigenschreibweise riva, auch riva Verlag) ist ein deutscher Buchverlag mit Sitz in München. Er wurde 2004 gegründet und gehört zur Münchner Verlagsgruppe. Diese ist seit 2017 eine Tochtergesellschaft des schwedischen Medienkonzerns Bonnier.

## Geschichte
1997 gründete Christian Jund den FinanzBuch Verlag. Dieser legte seinen Schwerpunkt zunächst auf Anleger-, Börsen- und Finanzliteratur. Mit dem Platzen der Dotcom-Blase sank die Nachfrage bei Einsteigern ebenso wie bei professionellen Investoren. Daher setzte der Verlag auf ein breiteres Programm. Als Zeichen der Neuausrichtung startete 2004 der Riva Verlag.
Der Riva Verlag hatte seinen Fokus zunächst auf Fachbüchern über Sport, Fitness und Ernährung. Eines der ersten im Riva Verlag veröffentlichten Werke ist die 2005 erschienene Autobiografie Auch ich war ein Gauner von Eduard Zimmermann. Einer breiten Öffentlichkeit wurde er 2008 mit der Veröffentlichung der Biografie von Bushido bekannt, die sich zum Bestseller entwickelte. 2012 erschien im Riva Verlag das Buch Jenseits des Protokolls von Bettina Wulff. 2021 erschien Annalena Baerbock. Die Biografie von Anita Partanen bei Riva.

## Programm
Das Programm des Riva Verlags umfasste im Jahr 2021 rund 2200 Titel von 1100 Autoren. Ein Schwerpunkt liegt auf den Themen Sport, Fitness und Ernährung. Darüber hinaus erscheinen im Riva Verlag Humor- und Geschenkbücher sowie Biografien bedeutender Musiker und Sportler sowie anderer Personen des öffentlichen Lebens. Dazu kommen Werke zu gesellschaftlichen und politischen Themen. Das Verlagsprogramm beinhaltet ebenfalls Ratgeber, Kalender und Nonbooks, sowie Geschenkbuch, Kinderbuch und belletristische Titel.